# 천사행동
천사행동(天使行動: Angel)은 대만에서 제작된 양본희, 호산 감독의 1987년 범죄, 액션 영화이다. 방중신 등이 주연으로 출연하였다. 출시명은 포리스 마담이다.

## 출연

### 주연
- 방중신
- 이새봉
- 오시마 유카리

### 조연
- 황정리
- 사이죠 히데키
- 여소령
- 강대위
- 양췬
- 왕협
- 대지위
- 임정
- 황정화
- 고웅
- 강도
- 용천생